# Elisabeth Flickenschildt
Elisabeth Ida Marie Flickenschildt (* 16. März 1905 in Blankenese bei Hamburg; † 26. Oktober 1977 in Guderhandviertel bei Stade) war eine deutsche Bühnen- und Filmschauspielerin.

## Leben
Elisabeth Ida Marie Flickenschildt absolvierte in Hamburg ihr Abitur und begann eine Lehre in einem Modebetrieb. Mit 23 Jahren sah sie eine Theatervorstellung, die sie so begeisterte, dass kurze Zeit danach ihr Vater, ein Kapitän, einer Schauspielausbildung zustimmte. Robert Nhil gab der 23-Jährigen Schauspielunterricht. Mit einer Körpergröße von 1,79 Metern war sie zunächst im wörtlichen Sinn eine große Schauspielerin. Flickenschildt hatte dann ihr Schauspiel-Debüt als Bäuerin Armgard in Schillers Wilhelm Tell am Hamburger Schauspielhaus. Bald war sie an verschiedenen deutschen Bühnen beschäftigt. Sie spielte jeweils drei Jahre in München und Berlin. 1936 heiratete sie den Theaterwissenschaftler, Dramaturgen und persönlichen Gründgens-Assistenten Rolf Badenhausen (1907–1987), die Ehe hielt bis 1944. Schließlich engagierte Gustaf Gründgens sie an das Staatstheater Berlin, wo sie zunächst die Hexe in Goethes Faust. Eine Tragödie verkörperte.
Flickenschildts Filmerfolge in der Zeit des Nationalsozialismus, die sie deutschlandweit bekannt machten, waren Der zerbrochene Krug (1937), Der Maulkorb (1938), Robert Koch, der Bekämpfer des Todes (1939), Trenck, der Pandur (1940), Rembrandt (1942) und Romanze in Moll (1943). Flickenschildt, die seit 1932 der NSDAP angehörte, wurde in der Endphase des Zweiten Weltkriegs im August 1944 in die von Hitler genehmigte Gottbegnadeten-Liste aufgenommen – eine Liste des Reichspropagandaministeriums sogenannter unersetzlicher Schauspieler. Aufgrund des Verdachts der Fragebogenfälschung bezüglich ihrer Entnazifizierung war sie nach dem Zweiten Weltkrieg kurzzeitig inhaftiert. Danach spielte sie weiterhin Theater, bevorzugt mit Gustaf Gründgens als Regisseur. Durch ihn wurde sie Ensemblemitglied am Düsseldorfer Schauspielhaus und folgte ihm auch nach Hamburg ans Deutsche Schauspielhaus. Unter seiner Intendanz, dabei z. T. auch unter seiner Regie, spielte Flickenschildt nahezu alle klassischen Frauenrollen der in- und ausländischen Theaterliteratur (u. a. die Marthe Schwerdtlein in Goethe, Faust I). Während dieser Zeit trat sie als Hauptdarstellerin aber auch in Erst- und Uraufführungen zeitgenössischer Stücke hervor: hier ist vor allem Friedrich Dürrenmatts Der Besuch der alten Dame und Lawrence Durrells Sappho zu nennen.

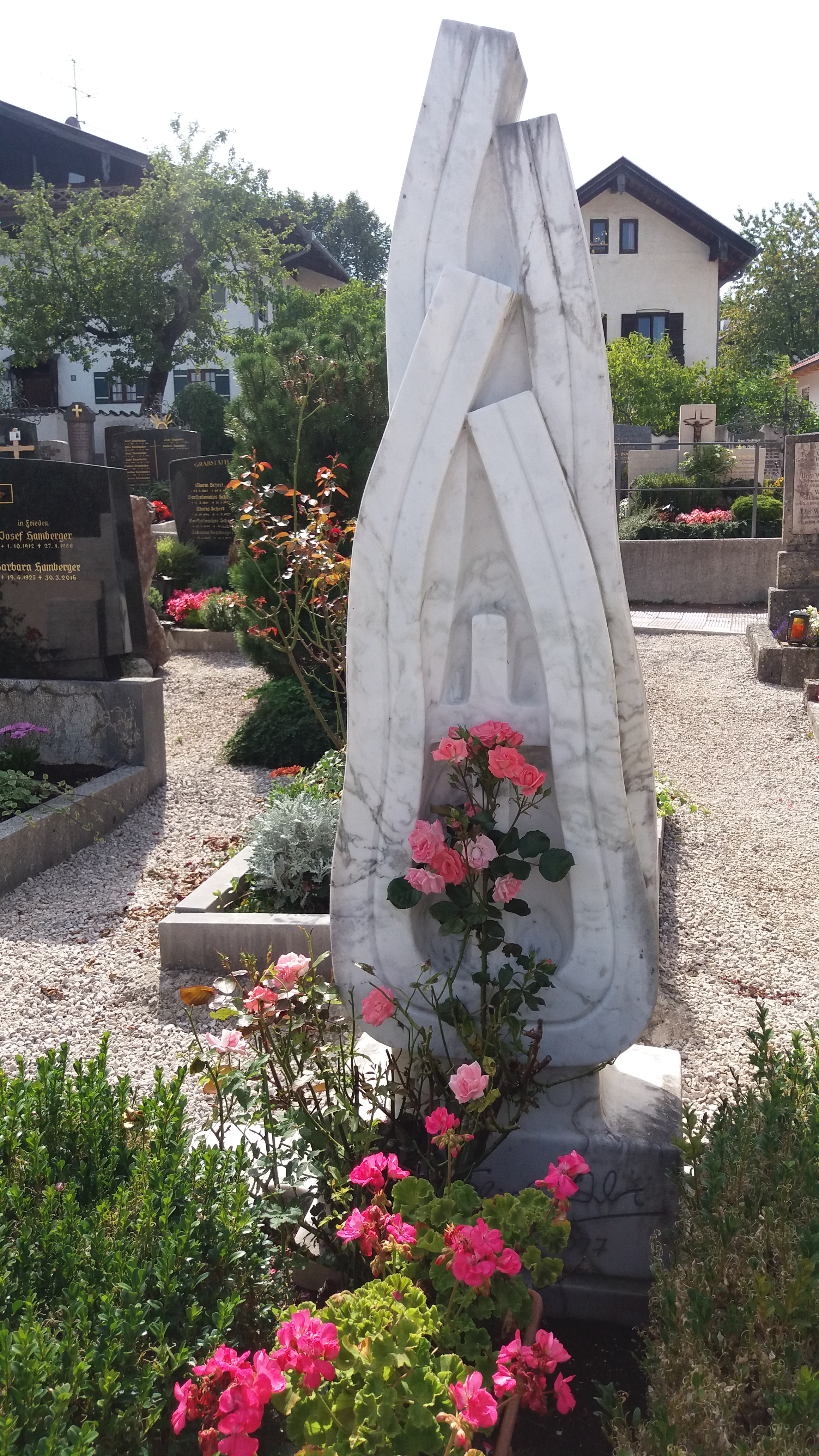
Grabstätte Elisabeth Flickenschildt, Kirchhof Hittenkirchen am Chiemsee

Nach Gründgens’ Tod Ende 1963 ging sie keine festen Engagements mehr ein. Sie spielte in Kriminalfilmen nach Edgar Wallace und übernahm zunehmend auch Rollen in Fernsehproduktionen (z. B. in Der Kommissar, Folge 61). Aber auch in klassischen Produktionen war sie zu sehen, wie 1959 in Die Ratten nach Gerhart Hauptmann, wo sie unter der Regie von John Olden neben Charlotte Kramm und Edith Hancke spielte. Zu ihren letzten Arbeiten zählen die Filme Als Mutter streikte (1974), MitGift (1975) und Die Nacht aus Gold (1976). Noch bis kurz vor ihrem Tod stand Flickenschildt in dem Shakespeare-Stück Coriolanus, mit Boy Gobert in der Titelrolle, als Volumnia auf der Bühne des Hamburger Thalia-Theater.
Flickenschildt erwarb den Hof „Maria Rast“ in Hittenkirchen am Chiemsee und entwickelte große Leidenschaft für die Tierhaltung. Etwa 1965 konvertierte sie zum katholischen Glauben.
Ihre Rückkehr nach Norddeutschland Mitte der 1970er Jahre stieß auf vielerlei Probleme, auch der Kauf eines Bauernhofes in Guderhandviertel (Landkreis Stade) im April 1976 erwies sich als wenig glücklich. Flickenschildt starb im Oktober 1977 an den Spätfolgen eines schweren Autounfalls, den sie erlitten hatte, während sie einen Rollentext lernte. Sie wurde in ihrem langjährigen Wohnort Hittenkirchen (heute Gemeinde Bernau am Chiemsee) auf dem Kirchfriedhof St. Bartholomäus beigesetzt.
Flickenschildts Bruder Karl-Heinrich (1910–1987) war von 1951 bis 1958 mit der Schauspielerin Ingrid von Bothmer verheiratet. Aus dieser Ehe entstammt die Schauspielerin Hilke Flickenschildt.

## Auszeichnungen
- 1964 erhielt sie für ihre Rolle in der mit vielen Stars (u. a. Lilli Palmer, Hildegard Knef) besetzten deutsch-österreichischen Kinoproduktion Das große Liebesspiel das Filmband in Gold für die beste darstellerische Leistung.
- 1964 wurde ihr durch das Land Nordrhein-Westfalen der Titel Professor verliehen[7]
- 1967 erhielt sie den Bambi.
- Bundespräsident Walter Scheel verlieh ihr 1975 wegen ihrer Verdienste für die Kultur das Große Bundesverdienstkreuz.

## Würdigungen

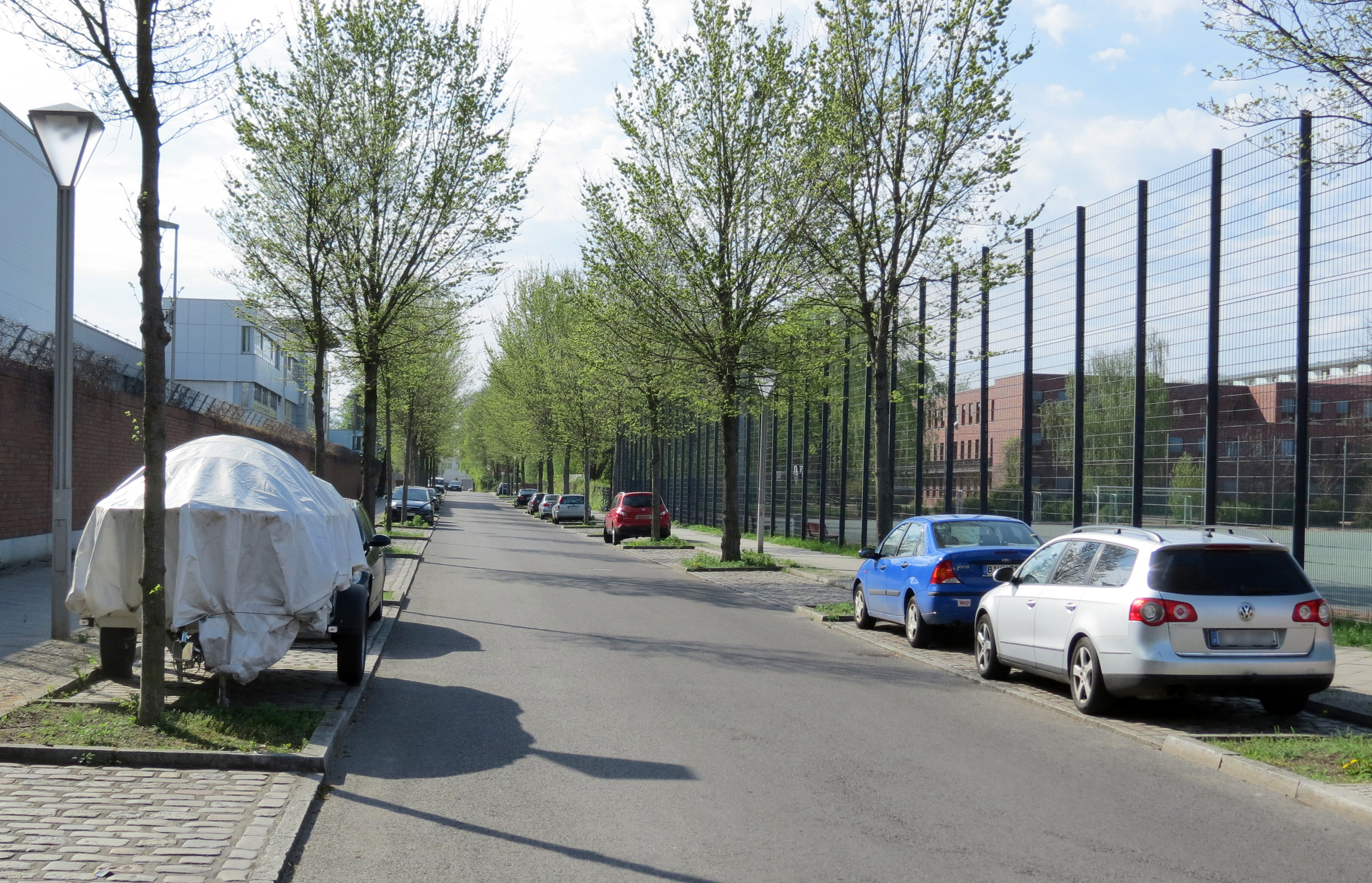
Elisabeth-Flickenschildt-Straße in Berlin-Haselhorst (2012)

- Aus Anlass des 50. Geburtstages von Adolf Hitler wurde ihr am 20. April 1939 der Titel „Staatsschauspielerin“ verliehen.[8]
- In Berlin-Haselhorst gibt es eine Elisabeth-Flickenschildt-Straße.
- In Hamburg gibt es, schräg gegenüber vom Ernst-Deutsch-Theater, seit mehr als drei Jahrzehnten das Lokal „Flickenschildt“, das nach ihr benannt ist.

## Werke
- Kind mit roten Haaren – Ein Leben wie ein Traum, Droemer-Knaur, München und Zürich 1971. ISBN 3-426-00320-1. (Autobiografie)
- Pflaumen am Hut, Hoffmann und Campe, Hamburg 1974. ISBN 3-426-00449-6. (Roman)
- Pony und der liebe Gott. Geschichten aus dem Nachlass, herausgegeben von Rolf Badenhausen, Rowohlt, Reinbek bei Hamburg 1982. ISBN 3-498-09596-X.

## Filmografie (Auswahl)
- 1935: Großreinemachen
- 1936: Du kannst nicht treu sein
- 1937: Der zerbrochene Krug
- 1937: Tango Notturno
- 1937: Heiratsschwindler
- 1937: Streit um den Knaben Jo
- 1938: Jugend
- 1938: Der Maulkorb
- 1938: Ein Mädchen geht an Land
- 1939: Der Schritt vom Wege
- 1939: Robert Koch, der Bekämpfer des Todes
- 1940: Trenck, der Pandur
- 1940: Der Fuchs von Glenarvon
- 1940/42: Der große König
- 1941: Ohm Krüger
- 1942: Rembrandt
- 1942: Zwischen Himmel und Erde
- 1942/44: Philharmoniker
- 1943: Romanze in Moll
- 1943: Liebesgeschichten
- 1943: Altes Herz wird wieder jung
- 1944: Familie Buchholz
- 1944: Neigungsehe
- 1944: Seinerzeit zu meiner Zeit
- 1944/54: Ein toller Tag
- 1945: Shiva und die Galgenblume (unvollendet)
- 1950: König für eine Nacht
- 1950: Pikanterie
- 1952: Toxi
- 1952: Der Tag vor der Hochzeit
- 1953: Hokuspokus
- 1954: Hochzeitsglocken
- 1954: Rittmeister Wronski
- 1955: Sohn ohne Heimat
- 1955: Die spanische Fliege
- 1957: Robinson soll nicht sterben
- 1957: Herrscher ohne Krone
- 1958: Wir Wunderkinder
- 1958: Auferstehung
- 1958: Scampolo
- 1958: Stefanie
- 1959: Die Ratten (Fernsehfilm)
- 1959: Der Besuch der alten Dame (Fernsehfilm)
- 1959: Labyrinth
- 1960: Frau Warrens Gewerbe
- 1960: Die Bande des Schreckens
- 1960: Brücke des Schicksals
- 1960: Faust
- 1960: Agatha, laß das Morden sein!
- 1962: Frauenarzt Dr. Sibelius
- 1962: Eheinstitut Aurora
- 1962: Das Gasthaus an der Themse
- 1962: Das schwarz-weiß-rote Himmelbett
- 1963: Das große Liebesspiel
- 1963: Das indische Tuch
- 1963: Ferien vom Ich
- 1964: Einer frißt den anderen
- 1964: Das Phantom von Soho
- 1964: Lausbubengeschichten
- 1965: Tante Frieda – Neue Lausbubengeschichten
- 1965: Diamantenbillard
- 1966: Onkel Filser – Allerneueste Lausbubengeschichten
- 1966: Das Missverständnis (Fernsehfilm)
- 1967: Der Tod läuft hinterher (Fernseh-Dreiteiler)
- 1967: Wenn Ludwig ins Manöver zieht
- 1967: Der Lügner und die Nonne
- 1969: Dr. med. Fabian – Lachen ist die beste Medizin
- 1971: Käpt’n Rauhbein aus St. Pauli
- 1971: Olympia – Olympia
- 1973: Der Kommissar, Folge 61: Der Geigenspieler (Fernsehserie)
- 1974: Als Mutter streikte
- 1975: MitGift
- 1976: Nuit d’or – Die Nacht aus Gold (Nuit d’or)

## Theater
| Spielzeit | Theaterstück                 | Rolle                    | Theater                           |
| --------- | ---------------------------- | ------------------------ | --------------------------------- |
| 1933      | Peterchens Mondfahrt         | Bitzhexe                 | Kammerspiele, München             |
| 1933      | Hier bin ich, hier bleib ich | Großmutter               | Kammerspiele, München             |
| 1934      | Flachsmann als Erzieher      | Betty Sturhahn           | Kammerspiele, München             |
| 1934      | Goldene Pfennige             | Mizzi Brezel             | Kammerspiele, München             |
| 1935      | Ein Schatten                 | Mutter                   | Kammerspiele, München             |
| 1937/38   | Herzog und Henker            | Herzogin Sabine          | Dt. Theater, Berlin               |
| 1948      | Der Föhn                     | Gisela Pitorius          | Düsseldorf                        |
| 1949/50   | Familientag                  | Amy                      | Düsseldorf                        |
| 1950/51   | Cocktailparty                | Julia                    | Düsseldorf                        |
| 1951      | Venus im Licht               | Rosabel Fleming          | Düsseldorf                        |
| 1952/53   | Quadrille                    | Lady Octavia Bonnington  | Düsseldorf                        |
| 1954      | Der Privatsekretär           | Lady Elizabeth Mulhammer | Düsseldorf                        |
| 1956/57   | Der Besuch der alten Dame    | Claire Zachanassian      | Deutsches Schauspielhaus, Hamburg |
| 1957/58   | Mutter Courage               | Mutter Courage           | Düsseldorf                        |
| 1959      | Sappho                       | Sappho                   | Deutsches Schauspielhaus, Hamburg |
| 1962/63   | Die Physiker                 | Dr. Mathilde v. Zahnd    | Deutsches Schauspielhaus, Hamburg |
| 1962/63   | Die Perser                   | Atossa                   | Stuttgart                         |
| 1964/65   | Familientag                  | Agatha                   | Münster                           |
| 1965/66   | Colombe                      | Madame Alexandra         | Renaissancetheater, Berlin        |
| 1966      | Die Troerinnen               | Hekuba                   | Thalia-Theater, Hamburg           |
| 1966/67   | Die Perser                   | Atossa                   | Münster                           |
| 1969      | Ganze Tage in Bäumen         | Die Mutter               | Das Junge Theater, Hamburg        |
| 1971/72   | Wecken Sie Madame nicht auf  | Mutter Juliens           | Deutsches Schauspielhaus, Hamburg |
| 1975      | Die Heiligen Ungeheuer       | Theaterdirektorin Esther | Deutsches Schauspielhaus, Hamburg |